# 慶安
慶安（）は、日本の元号の一つ。正保の後、承応の前。1648年から1652年までの期間を指す。この時代の天皇は後光明天皇。江戸幕府将軍は徳川家光、徳川家綱。

## 改元
- 正保5年2月15日（グレゴリオ暦1648年4月7日） 「正保」が「焼亡」に繋がると批判が起きたため改元
- 慶安5年9月18日（グレゴリオ暦1652年10月20日） 承応に改元

なお、改元予定日は2月3日に定められていたが、閏1月21日に覚深法親王が逝去したために関白一条昭良と上卿近衛尚嗣が共に服忌に入ったため（→皇別摂家）に改元に必要な儀礼が行われずに一旦延期されている。

## 慶安年間の出来事
- 2年2月(1649年) 慶安御触書発布

慶安御触書はこの年に発布された幕府の農民統制策であるとされてきたが、近年は幕法ではなく元は甲斐国に通用していた農民教諭書で、元禄10年に成文化された甲府藩の藩法が版本として流通する過程で慶安2年発布の幕法であるとする伝承が付随したものであると考えられている。
- 4年7月(1651年) 慶安の変。兵学者・由井正雪の幕府顛覆計画が発覚

### 死去
- 3年 柳生三厳 (通称:柳生十兵衛 享年44)
- 4年 徳川家光 (江戸幕府第3代将軍 享年48)

## 西暦との対照表
※は小の月を示す。
| 慶安元年（戊子） | 一月      | 閏一月※ | 二月  | 三月  | 四月※ | 五月※ | 六月  | 七月※ | 八月  | 九月※ | 十月    | 十一月※   | 十二月    |
| ---------------- | --------- | ------- | ----- | ----- | ----- | ----- | ----- | ----- | ----- | ----- | ------- | --------- | --------- |
| グレゴリオ暦     | 1648/1/25 | 2/24    | 3/24  | 4/23  | 5/23  | 6/21  | 7/20  | 8/19  | 9/17  | 10/17 | 11/15   | 12/15     | 1649/1/13 |
| ユリウス暦       | 1648/1/15 | 2/14    | 3/14  | 4/13  | 5/13  | 6/11  | 7/10  | 8/9   | 9/7   | 10/7  | 11/5    | 12/5      | 1649/1/3  |
| 慶安二年（己丑） | 一月※     | 二月    | 三月  | 四月※ | 五月  | 六月※ | 七月  | 八月※ | 九月  | 十月※ | 十一月  | 十二月※   |           |
| グレゴリオ暦     | 1649/2/12 | 3/13    | 4/12  | 5/12  | 6/10  | 7/10  | 8/8   | 9/7   | 10/6  | 11/5  | 12/4    | 1650/1/3  |           |
| ユリウス暦       | 1649/2/2  | 3/3     | 4/2   | 5/2   | 5/31  | 6/30  | 7/29  | 8/28  | 9/26  | 10/26 | 11/24   | 12/24     |           |
| 慶安三年（庚寅） | 一月      | 二月※   | 三月  | 四月※ | 五月  | 六月  | 七月※ | 八月  | 九月※ | 十月  | 閏十月※ | 十一月    | 十二月※   |
| グレゴリオ暦     | 1650/2/1  | 3/3     | 4/1   | 5/1   | 5/30  | 6/29  | 7/29  | 8/27  | 9/26  | 10/25 | 11/24   | 12/23     | 1651/1/22 |
| ユリウス暦       | 1650/1/22 | 2/21    | 3/22  | 4/21  | 5/20  | 6/19  | 7/19  | 8/17  | 9/16  | 10/15 | 11/14   | 12/13     | 1651/1/12 |
| 慶安四年（辛卯） | 一月      | 二月※   | 三月  | 四月※ | 五月  | 六月※ | 七月  | 八月  | 九月※ | 十月  | 十一月※ | 十二月    |           |
| グレゴリオ暦     | 1651/2/20 | 3/22    | 4/20  | 5/20  | 6/18  | 7/18  | 8/16  | 9/15  | 10/15 | 11/13 | 12/13   | 1652/1/11 |           |
| ユリウス暦       | 1651/2/10 | 3/12    | 4/10  | 5/10  | 6/8   | 7/8   | 8/6   | 9/5   | 10/5  | 11/3  | 12/3    | 1652/1/1  |           |
| 慶安五年（壬辰） | 一月※     | 二月    | 三月※ | 四月※ | 五月  | 六月※ | 七月  | 八月  | 九月※ | 十月  | 十一月  | 十二月※   |           |
| グレゴリオ暦     | 1652/2/10 | 3/10    | 4/9   | 5/8   | 6/6   | 7/6   | 8/4   | 9/3   | 10/3  | 11/1  | 12/1    | 12/31     |           |
| ユリウス暦       | 1652/1/31 | 2/29    | 3/30  | 4/28  | 5/27  | 6/26  | 7/25  | 8/24  | 9/23  | 10/22 | 11/21   | 12/21     |           |